# Brachymenium saint-pierrei
Brachymenium saint-pierrei là một loài rêu trong họ Bryaceae. Loài này được Thér. mô tả khoa học đầu tiên năm 1931.